# Преображенська церква (Ягул)
Преображе́нська це́рква — церква в селі Ягул Зав'яловського району Удмуртії, Росія.

## Історія

### Петропавлівська церква

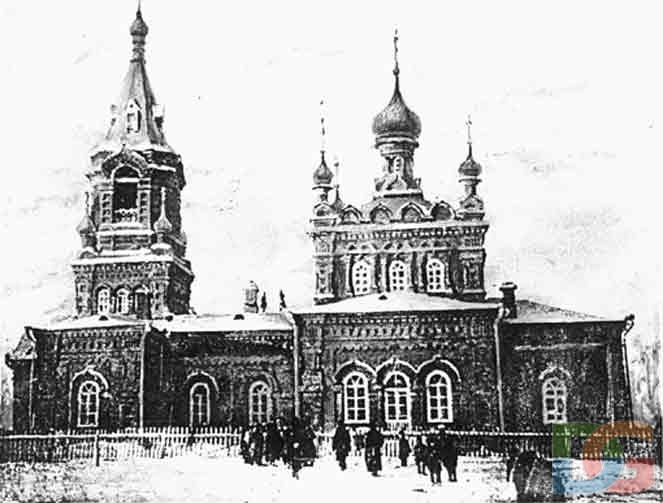
Петропавлівська церква

На основі указу В'ятської духовної консисторії від 27 жовтня 1900 року було вирішено відкрити самостійну парафію та збудувати церкву в селі Ягул. На сходженні парафіян від 12 червня 1901 року було прийнято рішення про будівництво кам'яної церкви на кошти жителів 7 поселень нової парафії, яка раніше входила до складу парафії Олександро-Невського собору Іжевська. Закладення храму було проведене 22 серпня 1904 року.
Однак будівництво храму велось досить повільно через відсутність коштів. Влітку 1907 року будівничий комітет звернувся за допомогою до Єлабузького комітету, який завідував капіталами купця Федора Чернова. В листопаді 1907 року комітет виділив 10 тисяч карбованців на закінчення будівництва церкви та його внутрішнє оздоблення. Храм був закінчений та освячений у вересні 1915 року на честь Святих Апостолів Петра й Павла, але самостійна парафія не була відкрита через невирішене питання про церковну землю. В 1916 році церква була приписаною до Олександро-Невського собору Іжевська. Лише на основі резолюції Преосвященного Амвросія, єпископа Сарапульського та Єлабузького, від 28 березня 1917 року була відкрита самостійна парафія у складі 7 поселень — Ягул, Руський Вожой, Старі Марасани, Нові Марасани, Старе Михайловське, Новомихайловський та Крестовоздвиженське.

### Період розрухи
Згідно з постановою президії Удмуртського облвиконкому від 30 березня 1930 року церква була закрита, а будівля передана у користування культурним установам. З храму були винесені півтори сотні різноманітних предметів, серед яких були срібні свічники, парчеві покривала, дорогий посуд та інші. Плитку з підлоги вивезли в Іжевськ для покриття в магазині. Були зняті всі хрести, розібрали дзвіницю.
Згідно з рішенням сільради металевий дах був розібраний, куполи знесли, нове перекриття не було зроблене. Через це будівля почала потроху занепадати, місцеві жителі розбирали стіни на окремі цеглини. Пізніше в будівлі був розміщений громадський туалет, потім храм перетворили в склад овочів, його використовували і для інших господарських потреб. В 1950-ті роки будівлю віддали під сільський клуб. Тут же деякий час знаходились перукарня та дитяча кімната міліції.

### Преображенська церква
Після розпаду СРСР президент Росії підписав указ про повернення храмових споруд вірянам. Місцеві жителі стали звертатись до місцевих та районних адміністрацій, про повернення і їм колишнього храму. Спочатку було досягнуто дозволу відправляти богослужіння в прибудові біля храму, пізніше повернули собі східний приділ церкви. Служби справляв священик із Олександро-Невського собору Іжевська. Лише в 1996 році вдалось повернути парафії всю будівлю.
Після відродження церква отримала нову назву — Преображенська. Старанням парафіян та благодійників із Іжевська храм почав відновлювати свою діяльність. З 1997 року настоятелем храму є Михайло Карпеєв (1974 року народження, родом із міста Чебоксари).
Церква має ікону (подарунок благодійників), яка час від часу мироточить. Одного разу це трапилось в день початку масованого бомбування Сербії. Потім декілька разів повторювалось в дні великих православних свят. На сьогодні до церкви ходять не лише місцеві жителі, але й жителі сусідній сіл, із селища Хохряки та сусідніх військової частини та в'язниці, приїжджають гості із Іжевська.